# Álex Remiro
Alejandro "Álex" Remiro Gargallo (Cascante, 24 de março de 1995) é um futebolista profissional espanhol que atua como goleiro. Atualmente, defende a Real Sociedad.

## Carreira
Álex Remiro começou a carreira no Athletic Bilbao.

## Títulos
Levante
- Segunda División: 2016–17[2][3]

Real Sociedad
- Copa del Rey: 2019–20[4]

Seleção Espanhola
- Eurocopa: 2024